# LP-verksamheten
LP-verksamheten är numera namnet på den beroendevård som Pingströrelsen i Sverige bedriver bland missbrukare, efter att LP-stiftelsen gick i konkurs 1997. Verksamheten började 1959 och har fått sitt namn från initiativtagaren Lewi Pethrus. En rapport från år 2011 redovisar 94 000 besök vid de 68 lokalavdelningar som under namnet LP-kontakten arbetar runtom i landet. Dessa lokalavdelningar är kaféer som tar hand om, bryr sig om och "slussar" vidare de personer som vill komma på behandling. Samt när personen kommer ut från behandlingshemmet får de stöd på de lokala avdelningarna som finns. 
LP-verksamheten har också två behandlingshem där beläggningen varit god och närmar sig 60 procent. För unga missbrukare finns LP-ung. Mer än 170 kommuner har 2012 tecknat ramavtal med LP-verksamheten.